# NoguerasBlanchard
NoguerasBlanchard es una galería de arte contemporáneo con sede en Madrid y Barcelona, España, que representa a artistas emergentes y consagrados internacionalmente.
Abrió su primer espacio en el Raval de Barcelona en 2004. Desde entonces, la galería desarrolla un programa internacional interdisciplinar, reflejando variedad de posiciones y prácticas motivadas conceptualmente. El objetivo principal de la galería es comprometerse a largo plazo con las carreras de sus artistas, involucrándose en la producción de obras, así como otros proyectos. NoguerasBlanchard ha coproducido películas, financiado proyectos bienales, libros y publicaciones de artistas, trabajando en estrecha alianza con galerías e instituciones internacionales.
Exposiciones individuales se complementan con colectivas y otros proyectos: en 2011 la galería lanzó la primera Curatorial Open Call, un evento anual para que los curadores más jóvenes presentasen sus propuestas; otras iniciativas incluyeron Kitchen Talks donde artistas, críticos, curadores y otros agentes culturales estuvieron invitados a realizar charlas informales en la galería.
En 2012 abrió su segunda sede en Madrid en el número 4 de la calle Dr. Fourquet, junto al Museo Nacional Centro de Arte Reina Sofía. Allí se generó un núcleo pionero conocido como MadridDF, al que se han unido diversas galerías a lo largo del tiempo. En 2015, la galería de Barcelona se trasladó a un espacio mucho más grande en Hospitalet de Llobregat, ubicado en un edificio industrial junto con otras galerías y estudios de artistas, contando con más de 150 m² de espacio expositivo. El programa en dos espacios permite a NoguerasBlanchard organizar una programación diversa.
En 2022, tras diez años en la capital, dejó su espacio de la calle Doctor Fourquet para abrir en septiembre de ese mismo año, durante el Apertura Madrid Gallery Weekend, una nueva sede madrileña en la calle de la Beneficencia 18B, situada en un edificio histórico del barrio de Justicia, con la intención de generar nuevos contextos y posibilidades.